# Bothriogenys
Bothriogenys è un genere di mammiferi artiodattili estinti, appartenenti agli antracoteridi. Visse tra l'Eocene superiore e l'Oligocene inferiore (circa 40 - 33 milioni di anni fa) e i suoi resti fossili sono stati ritrovati in Africa e in Asia.

## Descrizione
Questo animale doveva assomigliare a un piccolo ippopotamo dal corpo allungato e dal cranio lungo e stretto. La mandibola, piuttosto bassa, era priva di processo angolare, e la formula dentaria era completa. Gli incisivi, al contrario di altri antracoteridi, non erano ingranditi, e i premolari erano semplici e allungati. I canini erano piccoli e i molari superiori erano a cinque cuspidi, con parastilo e mesostilo appiattiti. I molari inferiori, invece, avevano corti preprotocristidi e preipocristidi. 

## Classificazione
Descritto per la prima volta nel 1913 da Schmidt, Bothriogenys è noto principalmente per numerosi fossili provenienti dall'Egitto, nel ben noto giacimento di El Fayum. La specie tipo è Bothriogenys fraasi, ma sono note anche B. andrewsi, B. gorringei e B. rugulosus. Dall'Eocene superiore della Thailandia proviene B. orientalis, descritta da Ducrocq nel 1997 e ritenuta la possibile specie ancestrale. Altri fossili di Bothriogenys sono stati ritrovati in terreni dell'Eocene superiore della Cina (Ducrocq e Lihoreau, 2006). 
Bothriogenys fa parte degli antracoteridi, un gruppo di mammiferi artiodattili vagamente simili a maiali e a ippopotami, tipici del Terziario inferiore e della prima parte del Terziario superiore. In particolare, Bothriogenys è uno dei più primitivi rappresentanti dei botriodontini, un gruppo di antracoteridi particolarmente longevo e diversificato, che si distingueva da Anthracotherium e Microbunodon per numerose caratteristiche della dentatura e della mandibola. 

## Paleoecologia
Come molti antracoteridi, Bothriogenys doveva passare gran parte della sua vita nei pressi di pozze d'acqua o all'interno di esse, in un modo molto simile a quello degli odierni ippopotami, anche se le specializzazioni per questo habitat erano minori.